# マーク・ブリッツスタイン
マーク・ブリッツスタイン（Marc Blitzstein、1905年3月2日 - 1964年1月22日）は、アメリカ合衆国の作曲家。本名はマーカス・サミュエル・ブリッツスタイン (Marcus Samuel Blitzstein)。オーソン・ウェルズが演出したミュージカル『ゆりかごは揺れる』の脚本・音楽で知られている。

## 生涯

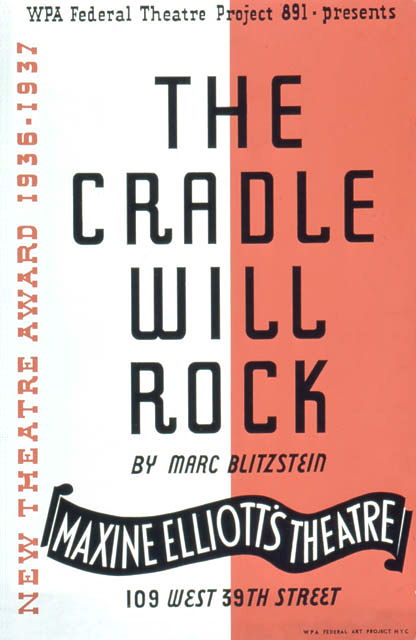
『ゆりかごは揺れる』のポスター

フィラデルフィア出身。幼いときから音楽の才能を示し、7歳でモーツァルトのピアノ協奏曲を弾いていた。アレクサンドル・ジロティにピアノを学んだ後、21歳でフィラデルフィア管弦楽団の伴奏でフランツ・リストの『ピアノ協奏曲第1番』を演奏し、ピアニストとしてデビューを果たした。
さらにカーティス音楽学校で作曲を学んだ後、ヨーロッパに留学し、ベルリンでアルノルト・シェーンベルクに、パリでナディア・ブーランジェに師事した。この時期の作品の特徴は、『ピアノ・ソナタ』（1927）や『ピアノ協奏曲』（1931）にみられるように、ブーランジェの影響を受けた典型的なアメリカのモダニズム、彼の言葉でいえば「野生、不協和音、打楽器的」なものである。つまりシェーンベルク的な作曲思考から最も遠いところにいた。
その後、リー・ストラスバーグ、エリア・カザンらとともに演劇活動を行うようになり、『ジュリアス・シーザー』などの作品の付随音楽を手がけた。また映画音楽も作曲し、代表作に『スペインの大地』（ヴァージル・トムソンと共作）がある。
1937年6月16日、ヴェニス劇場での『ゆりかごは揺れる』の初演はドラマチックなものだった。もともとは連邦劇場計画の製作でマキシーヌ・エリオット劇場で上演されるはずであったが、内容を共産主義的と判断したスポンサーの公共事業促進局が劇場をロックアウトしたため、近くのヴェニス劇場で上演された。衣装やセットもなく、ブリッツスタインが一人でナレーションとピアノを担当し、俳優組合から出演を禁止されていた役者やミュージシャンは客席からパフォーマンスを行った。1939年には親友のレナード・バーンスタインがハーバード大学で、ブリッツスタインが行ったのと同じようにピアノとナレーションを担当して再演した。1999年にはこの出来事を映画化した『クレイドル・ウィル・ロック』が公開されている。
第二次世界大戦中は、アメリカ空軍に勤務し、空軍製作映画の音楽を担当したり、ロンドンのアメリカラジオ放送でディレクターを務めたりした。この経験をもとに1946年に交響曲『空輸』を作曲した。
彼はマルクス主義者の劇作家ベルトルト・ブレヒトとも親交があり、クルト・ヴァイル作曲の『三文オペラ』『マハゴニー市の興亡』、パウル・デッサウ作曲の『肝っ玉お母とその子供たち』の英訳を行っている。しかし1958年、彼は下院非米活動委員会に召喚され、1949年までアメリカ共産党に加入していた前歴や挑戦的な態度が問題視された。
その他の作品にはオペラ『レジーナ』（原作はリリアン・ヘルマンの『子狐たち』）、『白痴が先』（原作はバーナード・マラマッド）などがある。
1964年、オペラ『サッコとヴァンゼッティ』の作曲中に休暇で訪れたフランス領マルティニークで、酔っ払ったポルトガル人の船員たちに暴行されて死亡した。なお未完に終わった『サッコとヴァンゼッティ』は後にレナード・レーマンによって補筆され完成した。

## 文献
- John Warrack and Ewan West (1992), The Oxford Dictionary of Opera. ISBN 0-19-869164-5
- Eric A. Gordon (1989), Mark the Music: The Life and Work of Marc Blitzstein. New York: St. Martin’s Press. Reprinted: New York: iUniverse, 2000. ISBN 0-595-09248-9